# Signorina Romeo Live
Signorina Romeo Live è il secondo album dal vivo della cantautrice italiana Giuni Russo, pubblicato il 23 novembre 2002 e distribuito dall'etichetta discografica Sony Music.

## Descrizione
Dopo quattro anni di silenzio, dovuto a scelte della stessa Giuni Russo, e dopo l'ultimo album (il primo "live") "Voce prigioniera" (1998), Giuni pubblica un secondo album "live" consecutivo, contenente brani inediti e non, registrate dal vivo, in concerti che la Russo ha tenuto negli ultimi anni.
Tra i titoli spiccano diversi inediti: J'entends siffler le train, cover di Hugues Aufray e di Richard Anthony, della versione originale in inglese 500 Miles Away From Home dei The Journeymen, qui interpretato in duetto con Franco Battiato, in concerto a Catania nel luglio 1996, Un'anima fra le mani, cover di Un'anima pura di Don Marino Barreto Junior; Il Carmelo di Echt, cover di Juri Camisasca, e un omaggio a Luigi Tenco con il brano Ciao amore ciao (che, rispetto al titolo originale, perde un "Ciao"), registrato in un concerto del luglio 1996 a Catania.
Tra i brani originali inediti, scritti dalla stessa Giuni in collaborazione con Maria Antonietta Sisini, compaiono Sakura, un brano tradizionale giapponese molto popolare nel paese del sol levante. Parla degli alberi di ciliegio in fiore (chiamati sakura, appunto). Al termine della canzone la cantante ringrazia in giapponese ("Dōmo arigatō", Grazie molte). Altri titoli sono Vieni, Io nulla, Nada te turbe, il cui testo è tratto da un'opera di Santa Teresa d'Avila, e O vos omnes, Il suo testo – O vos omnes qui transitis per viam, attendite et videte si est dolor sicut dolor meus – è tratto dalle Lamentationes di Geremia (I, 12). Le parole che prefigurano la Passione e morte di Cristo nella nostra lettura si estendono al dolore in tutto simile di Maria (come già erano state interpretate nell'antica lauda umbra Dove vai, matre Maria, appenata per questa via?).
Il testo di Vieni è tratto da una citazione del maestro mistico persiano Gialal al-Din Rumi, il quale espresse il proprio desiderio di trascrivere, all'ingresso della sua Abbazia, questa sua quartina: Vieni, vieni, chiunque tu sia vieni: sei un idolatra, un miscredente, un pagano? Vieni. / La nostra non è la casa della disperazione, / e anche se hai tradito cento volte una promessa... vieni!.
Il titolo del disco, "Signorina Romeo live", è ironicamente autobiografico: "Signorina" per scelta di Giuni e "Romeo" essendo il vero cognome della Russo.

## Tracce
1. J'entends siffler le train (Hedy West) - 3.21 [inedito, live con F. Battiato]
2. La sua figura (G. Russo - M.A. Sisini) - 4.03
3. Un'anima fra le mani (Guarnieri - Celli) - 3.59 [cover, live]
4. Il Carmelo di Echt (J. Camisasca) - 3.59 [cover, live]
5. Sakura (canto tradizionale giapponese) - 2.51 [inedito, live]
6. Ciao amore ciao (L. Tenco) - 5.26
7. La sposa (G. Russo - M.A. Sisini) - 6.58
8. Vieni (G. Russo - M.A. Sisini) - 4.18 [inedito, live]
9. Io nulla (G. Russo - M.A. Sisini) - 6.04 [inedito, live]
10. Il re del mondo (F. Battiato) - 4.15
11. Nomadi (J. Camisasca) - 4.01
12. Nada te turbe (Testo dalla preghiera omonima di Santa Teresa d'Avila, G. Russo - M.A. Sisini) - 3.27 [inedito, live]
13. O vos omnes (Testo e musica Giuni Russo-M.A.Sisini) - 3.50 [inedito, live]
14. Adeste fideles (canto tradizionale) - 3.25

## Registrazioni
- Registrazioni di Stefano Cattaneo effettuate a Milano presso: l'Auditorium, Basilica di San Lorenzo, Chiesa di Sant'Eufemia e Palazzo reale di Milano.
- I brani J'entend siffler le train, Un'anima fra le mani e Ciao amore: registrati a Villa Bellini, Catania nel luglio del 1996.
- I brani La sua figura, Il Carmelo di Echt, La sposa, Vieni, Io nulla e Nomadi: registrati nella Basilica di San Lorenzo, Milano il 29 dicembre 1999, poi ripubblicati nell'album Las Moradas.
- Il brano Il re del mondo è ripreso dal precedente album Voce prigioniera.

## Formazione
- Voce: Giuni Russo (da 1 a 14) e Franco Battiato (1);
- Pianoforte: Stefano Medioli (2,4,5,7,8,9,10,11,12,13,14);
- Tastiere programmazione computer: Stefano Medioli;
- Violoncello classico ed elettronico: Marco Remondini;
- Sax Soprano: Marco Remondini;
- Tastiere: Corrado Medioli;
- Fisarmonica: Corrado Medioli;
- Pianoforte: Michele Fedrigotti (1,3,6).

## Crediti
- Produzione Artistica: Maria Antonietta Sisini
- Direzione Artistica: Anna Montecroci
- Realizzazione Copertina: foto di Anna Montecroci
- Mastering: Claudio Giussani presso lo Studio "Nautilus" di Milano.